# Paracapritermes
Paracapritermes es un género de termitas isópteras perteneciente a la familia Termitidae que tiene las siguientes especies:
1. Paracapritermes kraepelinii
2. Paracapritermes primus
3. Paracapritermes prolixus
4. Paracapritermes secundus